# Narcein
Narcein ist ein Opiat; sein Anteil im Opium beträgt 0,1–0,2 %. Es wurde früher als Hypnotikum und Narkotikum angewendet. Narcein wirkt schwächer als Morphin, potenziert jedoch seine Wirkung um ein Vielfaches in Kombination. Verwendet wurden auch Narceinester (z. B. der Ethylester).

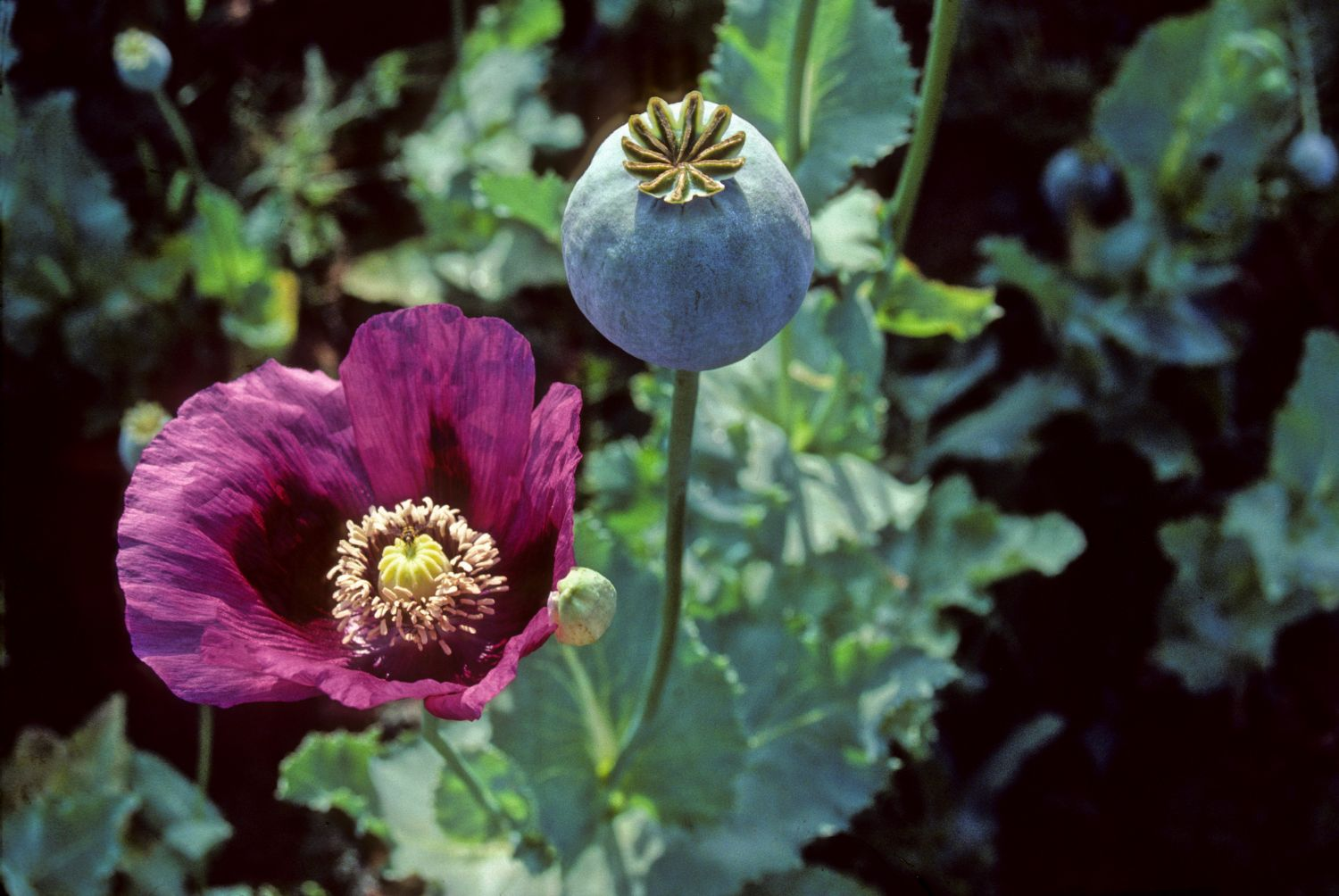
Schlafmohn, Papaver somniferum, aus dessen Milch Narcein – neben anderen Alkaloiden – isoliert werden kann.

Narcein kann partialsynthetisch aus Noscapin durch Methylierung des Stickstoffatoms zum quartären Ammoniumion, Überführung in das Hydroxid und Erhitzen (analog zum Hofmann-Abbau) erhalten werden.